# Liste de textes littéraires sur le Moyen Âge
La liste de textes littéraires sur le Moyen Âge, non exhaustive, à compléter, recense uniquement des textes postérieurs à 1500, s’intéressant à tel ou tel aspect de la société médiévale, en toute langue (d’abord français et anglais), de toute région du monde.

## Histoire
Le millénaire médiéval (500-1500, pour simplifier, voir chronologie du Moyen Âge), plutôt effacé par les périodes suivantes (renaissance, baroque, classicisme, siècle des Lumières), est redécouvert, réévalué, et réinventé, dès le préromantisme et surtout le romantisme : médiévalisme, mouvement nazaréen, préraphaélisme, néogothique, nationalisme romantique, épopée nationale.
La littérature médiévale occidentale coexiste avec d’autres littératures, arabe, chinoise, indienne, japonaise, persane, etc., ce dont témoignent, par exemple, le livre des Rois, Majnoun et Leila, Les Mille et Une Nuits, l’épopée de Soundiata.
Le Moyen Âge européen (culturel, idéologique, philosophique, spirituel) est vaste et varié, avec ses propres renaissances médiévales (carolingienne, ottonienne, macédonienne, paléologue, du XIIe siècle).
La littérature européenne de la période (allemande, britannique, écossaise, galloise, néerlandaise, russe, nordique, suisse, italienne, espagnole, portugaise, et toutes les autres) comporte de nombreux points communs avec la littérature française du Moyen Âge (plus accessible pour les lecteurs francophones), au moins pour les formes ou genres : chronique, chanson de geste, roman de chevalerie, roman chevaleresque, roman courtois, chasse fantastique (La Mesnie Hellequin, etc.), éloge panégyrique, épopée (toutes épopées médiévales), épopée nationale, mythe de fondation, récit national (ou roman national), saga, mais aussi allégorie, ballade, chanson, chanson de toile, chant royal, chantefable, fabliau, lai, miroir, pastourelle, rondeau, tenson...

## Thématiques médiévales
Les mythologies anciennes et les histoires se restructurent en partie en matière de Bretagne, matière de Rome, matière de France.
Les dynasties franques (Mérovingiens, Carolingiens, Capétiens) et germaniques remplissent les mémoires : rois, empereurs, princes, ducs, comtes, barons…, dont se détachent les très grandes figures de Charlemagne, Otton le Grand, Frédéric Barberousse et de tant d’autres.
Les grandes familles nobles s’honorent de leurs exploits, de leurs richesses, de leur mécénat (éventuel), des miroirs des princes.
La chevalerie se décline : ordre de chevalerie, ordre militaire, Ordre du Temple, Ordre Teutonique…, chevalier errant, chevalier noir, rōnin, condottiere. Parmi les grandes figures historiques : Roland, Godefroy de Bouillon, Rodrigo Díaz de Vivar (Le Cid), Thomas Becket, Bertrand du Guesclin, Jeanne d'Arc (œuvres inspirées par Jeanne d'Arc), Gilles de Rais, Bayard, Götz von Berlichingen…
Les figures légendaires sont nombreuses : Roi Arthur (légende arthurienne , liste d'œuvres concernant le cycle arthurien), Merlin, Graal, Chevaliers de la Table ronde, Galaad, Gauvain, Lancelot du Lac, Perceval, Tristan et Iseut…
Mais aussi Guillaume Tell, Lady Godiva, Robin des Bois (Robin des Bois dans la culture populaire (en)), Faust, Till l'Espiègle.
L’organisation sociale se décline : féodalité, vassalité, seigneurie, château, remparts, féodalisme, chevalerie, tournoi, fête médiévale. Il y a aussi la famine, les épidémies, la peste noire, la guerre de Cent Ans (1337-1453) et toutes les autres, les révoltes et jacqueries, les répressions.
L’économie marchande signifie routes commerciales médiévales, Hanse, républiques maritimes, avec quelques repères comme Vikings, Âge des Vikings, Normands, Hanse, Marco Polo (1254-1324), etc. et les pirates (puis les corsaires).
Dans le domaine de la religion, spiritualité, la foi chrétienne (catholique à l’ouest, puis orthodoxe à l’est) est (ou devient) prédominante, sans être exclusive.
Parmi les variantes pourchassées : paulicianisme, catharisme, bogomilisme, église évangélique vaudoise, hussitisme, frères moraves, frères tchèques, picars, utraquistes, taborites.
L’Église catholique, en toute bonne foi, c’est des papes, cardinaux, archevêques, évêques, abbés, abbesses, prêtres, religieux, religieuses, etc., des cathédrales, monastères, beaucoup d’églises, de cimetières, de pratiques (exorcismes, ordalies), de prières, de sacrements, de pèlerinages, de processions. Et beaucoup de religieux, de saints et de saints patrons.
L’Église catholique, c’est aussi l’an mille, les antipapes, le commerce des indulgences, les croisades, l’inquisition médiévale (Histoire des représentations de l'Inquisition), croisade des albigeois, chasse aux sorcières, l’expansion du christianisme au Moyen Âge. Mais aussi Héloïse et Abélard, François d'Assise...
L’art médiéval est particulièrement riche et varié, très souvent religieux, avec tous les artisanats d’art confondus. Voir également technologie médiévale, sciences arabes, techniques arabes au Moyen Âge, science et technologie byzantines.
Le folklore, surtout d’origine celtique et nordique, parfois fakelore, s’accompagne de nombreuses superstitions (magie, alchimie) : petit peuple, fées, lutins, trolls… Et ressurgissent des coutumes ancestrales (pré-chrétiennes) comme le carnaval.

## Littérature après 1500
De toutes ces croyances, formes, thématiques, pratiques, problématiques, la littérature d’après 1453 s’accommode fort bien, malgré tout.
Les écrits inspirés du Moyen-Âge sont de tout type, biographie, hagiographie, conte, drame, historiographie, roman historique, roman policier, roman policier historique, thriller, romance historique, postmodernisme...
Il suffit que la majeure partie du récit ou du drame se déroule, explicitement ou non, dans un Moyen-Âge, historique (daté) ou fictionnel (peu datable), et qui met en scène des personnages, historiques ou non, de la littérature médiévale, européenne principalement.
Même et surtout si les textes sont d'abord inscrits dans leur époque de production.
L’intertextualité permet toute adaptation, allégorique, esthétique, fantastique, stylistique (Marc Graciano). Il peut suffire d’un peu d’ambiance médiévale (par exemple en fantasy ou heroic fantasy, médiéval-fantastique).
Les écrivains des Îles Britanniques inventent le roman gothique (1760-1830), et l'exportent.
Le roman mérovingien (1900-2000) est un sous-genre de roman historique, surtout francophone.
La littérature d'enfance et de jeunesse de tous pays abonde de romans mettant en scène des personnages en période pré-moderne (et post-antique).
Enfin, la bande dessinée historique et le roman graphique s’intéressent aussi à ces thématiques : Prince Vaillant, Vasco, Robin des Bois, Le Furet, Isabelle, Ivor, Jhen, Les Tours de Bois-Maury, Hamelin, Les Aigles décapitées, Confessions d'un Templier, Le Trône d'argile, L'Expert, Les Compagnons du crépuscule...
La bande dessinée médiévale, historique ou non, sait également inventer d'autres formes de Moyen Âge : Bec-en-Fer, Johan et Pirlouit, Le Clan des chimères, Le Troisième Testament, Le Troisième Argument.
Les progrès en travaux historiques et en sciences humaines permettent une archéologie expérimentale, et le développement d’une forme de divertissement historique : histotainment, fauconnerie, tournoi médiéval, reconstitution médiévale (en), liste de groupes de reconstitution médiévale britannique (en).
Puis, au XXIe siècle, on évoque des possibilités de néo-médiévalisme (en), néo-féodalité, reféodalisation (en), médiévalgie.

## Textes dramatiques (théâtre, opéra, opérette, marionnette)
Le théâtre (dont le théâtre de marionnettes) a longtemps été la forme collective principale d’éducation et de divertissement.
Le théâtre au Moyen Âge, et particulièrement le théâtre médiéval en France a développé des rôles, personnages et situations, en relation avec l’actualité et un passé culturel (relativement) proche : miracles, mystères, soties, farces, sermons joyeux, moralités (de Jean de Gerson, de Nicole de La Chesnaye).
Des adaptations ont été effectuées : livrets (d’opéra, d’opérette), comédies musicales, scénarios de films, de séries télévisées.
Parmi les personnages : Don juan, don Carlos…
Le relevé intégral des pièces de théâtre dont l’action se déroule au Moyen-Âge (par siècle) paraît impossible.

### XVIesiècle
- Ruzzante (1496-1542) et la Commedia dell'arte (1528-), avec Arlequin, Matamore, Scapin, Scaramouche, Pierrot, Zanni, Paillasse, Polichinelle

#### Théâtre élizabéthain
Le Théâtre élisabéthain correspond à une période, particulièrement féconde, de relecture surtout de l'histoire de l'archipel britannique :
- Thomas Norton (1532-1584) et Thomas Sackville (1536-1608), Gorboduc (pièce de théâtre) (1561)
- Thomas Legge (1535-1607), Richardus Tertius (1579)
- George Peele (1556-1596), Le règne troublé du roi Jean (en) (1589), La célèbre chronique du roi Edouard Ier (en) (1593)
- Robert Greene (1558-1592), Frère Bacon et Frère Bungay (en) (1589)
- Christopher Marlowe (1564-1593), Tamerlan le Grand (1587), La Tragique Histoire du docteur Faust (1592), Le Juif de Malte (1589), Édouard II (1593)…
- William Shakespeare (1564-1616) : Le Roi Jean (1593), Roméo et Juliette (1597), Les Joyeuses Commères de Windsor (1597), Hamlet (1598), Le Roi Lear (1603), Othello ou le Maure de Venise (1603), Macbeth (1623), Richard II, Henri IV, Henri V (1599), Henri VI, Henri VIII, Richard III, Édouard III, La Nuit des rois, La Mégère apprivoisée, Le Marchand de Venise
- Barnabe Barnes (1571-1609), La charte du diable (en) (1607)
- Ben Jonson (1572-1637), L'Alchimiste (1610)
- anonyme, Edmund Ironside (vers 1600), Thomas of Woodstock (théâtre) (en) (vers 1600), La vraie tragédie de Richard III (en) (1594)

### XVIIesiècle
- John Ford (écrivain) (1586-1640), Perkin Warbeck (1634) (en)
- Joost van den Vondel (1587-1679), Gijsbrecht van Aemstel (1637) (en)
- Pierre Corneille (1606-1684), Le Cid (1637)
- Roger Boyle (1621-1679), Henry V, (1664), The Black Prince (1667)…
- John Caryll senior (en) (1625-1711), La Princesse anglaise (1667) (en)
- John Dryden (1631-1700), La Conquête de Grenade (1670)
- John Crowne (1641-1712), Charles VII de France (1671) (en), La Misère de la guerre civile (en) (1680)
- Nathaniel Lee (1653-1692), Caesar Borgia (1679) (en)

### XVIIIesiècle
- Mary Pix (1666-1709), La Conquête de l’Espagne (en) (1705)
- Ambrose Philips (1674-1749), Humphrey, Duke of Gloucester (1723) (en)
- Catharine Trotter (1679-1749), Le pénitent malheureux (en) (1701)
- Marivaux (1688-1763), Mahomet second (1733)
- Eliza Haywood (1693-1756), Frederick, Duke of Brunswick-Lunenburgh (en) (1729)
- Voltaire (1694-1778), Zaïre (1732), Le Fanatisme ou Mahomet le Prophète(1739)
- James Thomson (1700-1748), Edward and Eleonora (en) (1739)
- William Kenrick (v. 1725-1779), Le Mariage de Falstaff (en) (1760)
- Gotthold Ephraim Lessing (1729-1781), Nathan le Sage (1779)
- Richard Cumberland (1732-1811), La Bataille d’Hasting (1787)
- André Grétry (1741-1813), Richard Cœur de Lion (opéra-comique) (1784)
- Johann Wolfgang von Goethe (1749-1832), Faust (1802 et 1832)
- Friedrich von Schiller (1759-1805), Don Carlos (1783), La Pucelle d'Orléans (1801), Guillaume Tell (1804)

### XIXesiècle
- Matthew Gregory Lewis (1775-1818), Alfonso, King of Castile (en) (1801), Timour le Tartare (en) (1811, hippodrame)
- Heinrich von Kleist (1777-1811), La Petite Catherine de Heilbronn (1810)
- James Sheridan Knowles (1784-1862), Alfred le Grand (1831) (en), Jean de Procida (1840) (en)
- Lord Byron (1788-1824), Les deux Foscari (1821) (en)
- Hippolyte Bis (1789-1855), Lothaire (1817), Attila (1822), Blanche d'Aquitaine, ou le Dernier des Carlovingiens (1827)
- Henrik Hertz (1797-1870), La Fille du roi René (1845)
- Victor Hugo (1802-1885), Le roi s'amuse (1832), Lucrèce Borgia (1833), Les Burgraves (1843), Torquemada (1869)
- Alfred de Musset (1810-1857), Lorenzaccio (1834)
- Jules Verne (1828-1905), La Mille et Deuxième Nuit (vers 1850)
- Henrik Ibsen (1828-1906), Les Prétendants à la couronne (1863)
- Giuseppe Giacosa (1847-1906), Le Triomphe d'amour (1875)
- George Bernard Shaw (1856-1950), Sainte Jeanne (1924), Les Six de Calais (1934) (en)

### XXesiècle
- Gabriele D'Annunzio (1863-1938), Francesca da Rimini (1901)
- Ferenc Herczeg (1863-1954), Byzantium (1904) (en)
- Charles Péguy (1873-1914), Le Mystère de la charité de Jeanne d'Arc (1910), Le Porche du Mystère de la deuxième vertu (1911-1912), Le Mystère des Saints Innocents (1912)
- Thomas Mann (1875-1955), Fiorenza (1907) (de)
- Sem Benelli (1877-1949), Le dîner de farces (drame, 1909) (it)
- Huseyn Djavid (1882-1941), Topal Teymur (1925) (en)
- Jean Giraudoux (1882-1944), Ondine (1939)
- Olav Gullvåg (en) (1885-1961), Le Drame de Saint Olaf (en) (1954)
- T. S. Eliot (1888-1965), Meurtre dans la cathédrale (1935)
- Jean Cocteau (1889-1963), Les Chevaliers de la Table ronde (1937)
- Eugen Ortner (de) (1890-1947), Meier Helmbrecht (1927)
- J. R. R. Tolkien (1892-1973), Le Retour de Beorhtnoth, fils de Beorhthelm (1953)
- Henry de Montherlant (1895-1972), Malatesta (1946), La Mort qui fait le trottoir (Don Juan) (1956), Brocéliande (1956)
- Josephine Tey (1896-1952), Richard de Bordeaux (1932) (en)
- Bertolt Brecht (1898-1956), La Vie d'Édouard II d'Angleterre(1923-1924)
- Roger Vailland (1907-1965), Héloïse et Abélard (1947)
- Christopher Fry (1907-2005), The Lady's Not for Burning (1948)
- Julien Gracq (1910-2007), Le Roi pêcheur (1948)
- Dario Fo (1926-2016), Mystère bouffe (1969), Le Tumulte de Bologne (en) (1974)
- James Goldman (1927-1998), Le Lion en hiver (en) (1966)
- Peter Barnes (dramaturge) (en) (1931-2004), Sunsets and Glories (en) (1990)
- Howard Brenton (1942-), In Extremis (théâtre) (en) (2006)
- Luc Plamondon (1942-), Notre-Dame de Paris (comédie musicale) (1998)
- Paul (Corcoran) Webb (1947-), Quatre Nuits à Knaresborough (en) (1999)

### XXIesiècle
- Frank Wildhorn (1958-), Dracula, the Musical
- Martin Geijer (sv) (1966-), Dracula (musical, 2010) (en)

## Textes romanesques
- Romans historiques dont l’action se déroule au Moyen-Âge (par siècle)
- Uchronies se déroulant au Moyen Âge
- Fictions médiévales (en)

### XVIesiècle
- Garci Rodríguez de Montalvo (1450-1505), Amadis de Gaule (1508, adapté par Nicolas Herberay des Essarts), Las sergas de Esplandián (1510)
- François Rabelais (1483-1553), Pantagruel (1532), Gargantua (1534)…
- Raphael Holinshed (1525-1580), Chroniques (Holinshed) (1577-1587)

### XVIIesiècle
- Miguel de Cervantes (1547-1616), Don Quichotte (1605-1615)
- Lope de Vega (1562-1635), Fuenteovejuna (1619), El caballero de Olmedo (1622), La Gatomaquia (es) (1634, reprise de la Batrachomyomachia antique)
- Tirso de Molina (1579-1648), Les Amants de Teruel (1615), La prudencia en la mujer (1622), El Burlador de Sevilla y convidado de piedra (1630)...
- Gilbert Saulnier Duverdier (es) (1598-1686), Le Romant des Romans (es) (1626-1629) où on verra la suitte et la conclusion de Don Belianis de Grèce, du Chevalier du Soleil et des Amadis
- Pedro Calderón de la Barca (1600-1681), La vie est un songe (1635), Le Grand Théâtre du monde (1655)
- Samuel Butler (poète) (1612-1680), Hudibras (1663, 1664 et 1678), poème héroïque burlesque/parodique

### XVIIIesiècle
- Louis de Cahusac (1706-1759), Pharamond (1736)
- Horace Walpole (1717-1797), Le Château d'Otrante (1764)
- Donatien Alphonse François de Sade (1740-1814), Histoire secrète d'Isabelle de Bavière, reine de France (1953)
- Monvel (1745-1812), Frédégonde et Brunéhaut (1775), Raoul, sire de Créqui (1789)

### XIXesiècle

#### 1770
- Walter Scott (1771-1832), Ivanhoé (1819), Quentin Durward (1823), Les Fiancés (1825), Le Talisman (1825), Chroniques de la Canongate(1827), La Jolie Fille de Perth (1828), Anne de Geierstein (1829), Robert, comte de Paris (1831)
- Népomucène Lemercier (1771-1840), La Démence de Charles VI (1820), Clovis (1820), Frédégonde et Brunehaut (1821), Louis IX en Égypte (1821)
- Étienne Aignan (1773-1824), Brunehaut, ou les successeurs de Clovis (1811)
- Robert Southey (1774-1843), Harold or The Castle of Morford (1791), Rodéric, dernier roi des Goths (1814)

#### 1780
- Adelbert von Chamisso (1781-1838), Peter Schlemihl (1813)
- Thomas Love Peacock (1785-1866), Robin Hood ou la Forêt de Sherwood (1822)

#### 1790
- John Polidori (1795-1821), Le Vampire (1821)
- Augustin Thierry (1795-1856), Récits des temps mérovingiens (1840)
- Mary Shelley (1797-1851), Frankenstein ou le Prométhée moderne (1818), Valperga (1823)
- Jules Michelet (1798-1874), La Sorcière (1862), Le procès des Templiers (1841-1851)
- George Payne Rainsford James (1799-1860), The Robber (Le voleur) (1839)

#### 1800
- Alexandre Dumas (1802-1870), La Tour de Nesle (1832), La Comtesse de Salisbury (1836), Jeanne de Naples (1839), Le prince des voleurs (1872), Robin Hood le proscrit (1873)
- Victor Hugo (1802-1885), Notre-Dame de Paris (1830)
- Aloysius Bertrand (1807-1841), Gaspard de la nuit (1842)
- Gérard de Nerval (1808-1855), La Main enchantée (1832), L’Alchimiste, Le Prince des sots (1888)
- Edgar Allan Poe (1809-1849), La Chute de la maison Usher (1839), Le Puits et le Pendule (1842)

#### 1810
- Théophile Gautier (1811-1872), Le Chevalier double (1840)
- Pierce Egan the Younger (en) (1814-1880), Robin Hood and Little John (1838), Wat Tyler (1841), Edward the Black Prince (1850)
- Enrique Gil y Carrasco (es) (1815-1846), Le Seigneur de Bembiber (es) (1844)
- Paul Féval (1816-1887), La Fée des grèves
- Francisco Navarro Villoslada (1818-1895), Doña Blanca de Navarra (1847), Amaya ou les Basques au VIIIe siècle (es) (1877)

#### 1830
- William Morris (1834-1896), Un rêve de John Ball (1888), La Source au bout du monde (1896)
- Mark Twain (1835-1910), Un Yankee à la cour du roi Arthur (1889)

#### 1840
- Bram Stoker (1847-1912), Dracula (1897)

#### 1850
- Robert Louis Stevenson (1850-1894), La Flèche noire (1883)
- Arthur Conan Doyle (1859-1930), La Compagnie Blanche (1891), Sir Nigel (1906)

#### 1860
- Rachilde (1860-1953), Le Meneur de louves (1905)
- Géza Gárdonyi (1863-1922), Esclave des Huns (1901)
- Paul Claudel (1869-1955), Tête d'or (1889/1894), La Jeune fille Violaine (1892/1899), L'Annonce faite à Marie (1912), Jeanne d'Arc au bûcher (1938)

### XXesiècle

#### 1870
- Fran Saleški Finžgar (en) (1871-1962), Pod svobodnim soncem (1906-1907)
- Hermann Hesse (1877-1962), Narcisse et Goldmund (1930)

#### 1880
- Pierre Benoit (1886-1962), Montsalvat (1957)
- Jean Ray (1887-1964), Le Grand Nocturne (1942), Les Derniers Contes de Canterbury (1944)…
- Zofia Kossak-Szczucka (1889-1968), Król trędowaty (Le Roi lépreux, 1937)

#### 1890
- Eiji Yoshikawa (1892-1962), Shin Heike Monogatari (La Chronique des Heike, 1951)
- J. R. R. Tolkien (1892-1973), Le Hobbit (1937), Le Seigneur des anneaux (1954-1955), Le Silmarillion (1977)
- Konstantine Gamsakhurdia (en) (1893-1975), La Main droite du grand maître (en) (1939), David the Builder (1946-1958, sur le roi géorgien David le Constructeur)
- Ernst Jünger (1895-1998), Sur les falaises de marbre (1939)
- C. S. Lewis (1898-1963), Le Monde de Narnia (1950-1956)

#### 1900
- John Steinbeck (1902-1968), Le Roi Arthur et ses preux chevaliers (1976)
- Elizabeth Gray Vining (1902-1999), Adam of the Road (1943)
- Raymond Queneau (1903-1976), Les Fleurs bleues (1965)
- Stuart Palmer (1905-1968), la série policière Hildegarde Withers (1932-1969)
- Pierre Klossowski (1905-2001), Le Baphomet (1965)
- Terence Hanbury White (1906-1964), L'Épée dans la pierre (1938), et le cycle La Quête du Roi Arthur, dont Le Livre de Merlin (1977)
- Dino Buzzati (1906-1972), Le Désert des Tartares (1940), Les Sept Messagers (1942), La Fameuse Invasion de la Sicile par les ours (1945)
- Lyon Sprague de Camp (1907-2000), De peur que les ténèbres (1939)
- Mika Waltari (1908-1979), Les Amants de Byzance (1952), Jean le Pérégrin (1981)

#### 1910
- Robert van Gulik (1910-1967), la série policière du Juge Ti (1949-1968), dont Le Mystère du labyrinthe (1957)
- Serge Dalens (1910-1998), L'Étoile de pourpre (1959)
- Julien Gracq (1910-2007), Au château d'Argol (1938), Le Roi pêcheur (1948), Le Rivage des Syrtes (1951), Les Terres du couchant (2014) (dont La Route (1970))
- Fritz Leiber (1910-1992), Le Cycle des épées (1970-1988)
- Paul Murray Kendall (1911-1973), Warwick, le faiseur de rois (1957), Mon frère Chilpéric (1979)
- René Barjavel (1911-1985), L'Enchanteur (1984)
- Karl Ristikivi (en) (1912-1977), L'Étendard en flammes (1961)
- Willy Vandersteen (1913-1990), Le Chevalier rouge (bande dessinée) (1969-2004)
- Robertson Davies (1913-1995), La Lyre d'Orphée (1988)
- Edith Pargeter (1913-1995, Ellis Peters), série de romans policiers historiques autour du Frère Cadfael (1977-1994), dont Trafic de reliques (1977)
- Marc Paillet (1918-2000), série policière Erwin le Saxon (1995-2000)
- Maurice Druon (1918-2009), série Les Rois maudits (1955-1977)

#### 1920
- Juliette Benzoni (1920-), Il suffit d'un amour (1963), série série des Catherine (1963-1978), Un aussi long chemin (1983), série La Florentine (1988-1990), trilogie Les Chevaliers (2002-2003) dont Thibaut ou la Croix perdue (2002)…
- Ray Bradbury (1920-2012), Le Dragon (nouvelle, 1961)
- Jeanne Bourin (1922-2003), La Chambre des dames (1979), Les Pérégrines (1982), Le Jeu de la tentation (1983), Le Grand Feu (1985), La Dame de beauté (1990)
- José Saramago (1922-2010), Histoire du siège de Lisbonne (1989)
- Thea Beckman (1923-2004), Kruistocht in spijkerbroek (Crusade in jeans, 1973), (trilogie Les Enfants de la Terre-Mère (nl) (1985-1987))
- Italo Calvino (1923-1985), Le Chevalier inexistant (1959), Les Villes invisibles (1972)
- François Cavanna (1923-2014), série Les Mérovingiens (1998-2002)
- Lloyd Alexander (1924-2007), Les Chroniques de Prydain (1964-1968)
- Jacques Lacarrière (1925-2005), La Poussière du monde (1997)
- Italo Alighiero Chiusano (it) (1926-1995), L'Ordalie (1979) (it)
- Poul Anderson (1926-2001), Les Croisés du cosmos (1960), Trois cœurs, trois lions (1961), Quest (1983)...
- Noah Gordon (1926-2021), Le Médecin d'Ispahan (1986)
- Dario Fo (1926-2016), Mystère bouffe (1969)
- Kate Sedley (1926-), série policière Les enquêtes de Roger le Colporteur (1990-)
- Peyo (1928-1992), Johan et Pirlouit, série bande dessinée jeunesse médiévale parodique (1952-2001), Les Schtroumpfs (1958-2008)
- Hubert Monteilhet (1928-2019), La Pucelle (1988)
- Andrzej Szczypiorski (1928-2000), Messe pour la ville d'Arras (1971, Msza za miasto Arras (pl))
- Milorad Pavić (1929-2009), Le Dictionnaire khazar (1984)

#### 1930
- Roger-Xavier Lantéri (1930-2022), Brunehilde, la première reine de France (1995), Swane, Cœur de Loup (1999), Les Mérovingiennes (2000)
- Tonke Dragt (1930-), série L'Écuyer du roi (1962-)
- Marion Zimmer Bradley (1930-1999), Cycle d'Avalon (1983-2009, dont Les Dames du lac (1983), Les Brumes d'Avalon (1983))
- Antonio Gala (1930-), Mémoires écarlates : moi, Boabdil, dernier sultan de Grenade (1990)
- Gilbert Mercier (1931)[1], Les Étoiles de Sion (2005)
- William Watson (écrivain) (en) (1931-2005), Beltran in Exile (1979), The Knight on the Bridge (1982)
- Umberto Eco (1932-2016), Le Nom de la rose (1980), Baudolino (2000)
- Max Gallo (1932-2017), Le Baptême du Roi (2002), Le Roman des rois (2009)
- Laura Mancinelli (1933-2016), Les Douze Abbés de Challant (1981), Le miracle de saint Odilia (1989), Le Prince aux pieds nus (1999), Deux histoires d'amour (2011)
- Peter Berling (1934-2016), série Les Enfants du Graal (1991-2004), dont Le Sang des rois (1997)
- Jean-Côme Noguès (1934-), Le Faucon déniché (1972), Le Voyage inspiré (1992)
- Régine Deforges (1935-2014), La Révolte des nonnes (1981)
- Heliane Bernard (1936-), la saga Les Dents noires, dont La Colline aux corbeaux (2018)
- Henri Gougaud (1936-), Bélibaste (1982), L’Inquisiteur (1984)
- Ismaïl Kadaré (1936-), Les Tambours de la pluie (1970)
- Ishmael Reed (1938-), Mumbo Jumbo (1972)
- Odile Weulersse (1938-), Le Chevalier au bouclier vert (1990)
- Michael Moorcock (1939-), Cycle d'Elric (1961-1989)

#### 1940
- Claude Bégat (1940-)[2] Frédégonde, reine sanglante (2004), Clotilde, reine pieuse (2005), Quitterie l’insoumise (2008), Émilie et le bon roi Dagobert (2010), Le crime de Jean, le pastoureau (2013)…
- Jack Whyte (1940-2021), série La Trilogie des Templiers (2006-2009), série Les Chroniques de Camulod (1995-2021)
- Florence Delay (1941-), Graal Théâtre (1977, avec Jacques Roubaud), Marco Polo ou le Nouveau Livre des Merveilles (feuilleton collectif, 1985)…
- Nancy Farmer (1941-), série Prisonnier des Vikings (The Sea of Trolls, 2004-2009)
- Michael Crichton (1942-2008), Le Royaume de Rothgar (1976)
- Kaari Utrio (1942-), Tuulihaukka (1995)…
- Tariq Ali (1943-), L'ombre des grenadiers (1992)
- Jacques Attali (1943-), La Confrérie des Éveillés (2004)
- Jack Chaboud (1943-), Sœurs lumineuses (2011)
- Jean-Pierre Le Dantec (1943-), Graal-Romance (1985)
- François Salvaing (1943-), Misayre ! Misayre ! (1988)
- Peter Tremayne (1943-), Sœur Fidelma (série de romans policiers, 1994-2021)
- Bernard Cornwell (1944-), Les Histoires saxonnes, dont Le Dernier Royaume (2004), Le Quatrième Cavalier (2005), Azincourt (2008), série La Quête du Graal (dont 1356), série La Saga du Roi Arthur
- Jan Guillou (1944-), trilogie des croisades (1998-2000)
- Katherine Kurtz (1944-), Cycle des Derynis (1976-), série L’Adepte, série Chevaliers du sang
- Anne-Marie Cadot-Colin (1945-), Perceval ou le conte du Graal...
- Pierre Michon (1945-), Le Roi du bois (1996), Mythologies d'hiver (1997), Abbés (2002), L'>Empereur d'occident (2007)
- Michel Rio (1945-), Merlin (1989), Morgane (1999), Arthur (2001) (réunis dans Merlin, le faiseur de rois)
- Deepak Chopra (1946-), Le Retour de Merlin, La Voie du Magicien...
- Paul Charles Doherty (1946-, divers pseudonymes), Contes de Cantorbéry de Katherine Swinbrooke (1993-2004)…
- Philip Pullman (1946-), la trilogie À la croisée des mondes (1995-2000, dont Les Royaumes du Nord), et La Trilogie de la Poussière (2017-, dont La Belle Sauvage)
- Michael F. Flynn (1947-), Eifelheim (2006)
- Christian Jacq (1947-), Pour l'amour de Philæ (1990)
- Évelyne Brisou-Pellen (1947-), Les Messagers du temps (série romanesque) (2009-2012), Garin Trousseboeuf, Les Cinq Écus de Bretagne (1993), Les Portes de Vannes (1993)
- Paulo Coelho (1947-), L'Alchimiste (1988)
- Gilbert Sinoué (1947-), Le Livre de saphir (1996), La Reine crucifiée(2005), Averroès ou le Secrétaire du diable (2017)
- Jean d'Aillon (1948-), séries policières Louis Fronsac, Le Brigand Trois-Sueurs, Les Aventures de Guilhem d'Ussel, chevalier troubadour, Les Chroniques d'Edward Holmes et Gower Watson, La Ville de la peur (2017)…
- Robert Jordan (1948-2007), série fantasy La Roue du temps (1990-)
- Nancy McKenzie (1948-), Guenièvre (2002)
- George R. R. Martin (1948-), saga Le Trône de fer (1991-), A Game of Thrones (1996)
- Pascal Quignard (1948-), certains courts textes de Petits traités (1981-1990) et de Dernier Royaume (2002-2020)
- Florence Trystram (1948-), Le coq et la louve. Histoire de Gerbert et l'an mille (1982), La Nuit du motard : Lancelot des temps modernes (1986), Lancelot (1987), Histoire de Gerbert, le pape de l'an mil (2000)
- Ken Follett (1949-), Les Piliers de la Terre (1989), Un monde sans fin (2007), Le Crépuscule et l'Aube (2020)
- Robert Low (en) (1949-2021), série Oathsworn (dont Le Corbeau blanc (en) (2009)), série Kingdom…
- Amin Maalouf (1949-), Samarcande (1988)

#### 1950
- Nicole Gonthier (1950-), série de romans policiers Prévôt Arthaud de Varey (depuis 2011)
- Stephen R. Lawhead (1950-), Cycle de Pendragon (1987-1999), Cycle du chant d'Albion, Les Croisades celtiques, Trilogie du Roi Corbeau (2006-2009)
- Candace Robb (1950-), séries policières Owen Archer (1993-), Dame Margaret Kerr (2000-)…
- Don Rosa (1951-), La Couronne des croisés (2001), Une lettre de la maison (2004)
- Stefan Hertmans (1951-), Le cœur converti (2016)
- Joan Wolf (1951-), La Route d'Avalon (1988) et diverses séries (Dark Ages of Britain)
- Johanna Lindsey (1952-2019), La saga des Haardrad (1980-1994)...
- Jean-Christophe Rufin (1952-), Le Grand Cœur (2012)
- Valerio Evangelisti (1952-), série Nicolas Eymerich, inquisiteur (1998-2021)
- Robin Hobb (1952-), série de trois cycles de L'Assassin royal (1995-2017), séries Les Aventuriers de la mer, Les Cités des Anciens, Le Soldat chamane
- Jean Teulé (1953-), Je, François Villon (2006), Héloïse ouille ! (2015), Azincourt par temps de pluie (2022)
- Julia Navarro (1953-), La Hermandad de la Sábana Santa (2004)
- Homéric (1954-), Le Loup mongol (1998)
- Guy Gavriel Kay (1954-), Tigane (1990), La Mosaïque de Sarance (1998-2000)
- Kazuo Ishiguro (1954-), Le Géant enfoui (2015)
- Jean-Louis Fetjaine (1956-), Les Voiles de Frédégonde (2006), Les Larmes de Brunehilde (2007)
- Andrea H. Japp (1957-), séries policières La Dame sans terre, Druon de Brévaux…
- Elena Arseneva (1958-), série de romans policiers Artem, le boyard (depuis 1997)
- Ildefonso Falcones (1959-), série La Cathédrale de mer (es) (2006-2016), en catalan
- Isabel San Sebastián (es) (1959-), La visigoda (es) (2006), Astur (2008) (es)
- Michael Scott (1959-), série Les Secrets de l'immortel Nicolas Flamel (2007-2012)

### Auteurs actifs auXXIesiècle

#### 1960
- Juan Miguel Aguilera (1960-), La Folie de Dieu (1998)
- Raymond Khoury (1960-), Le Dernier Templier (2005) (série Reilly & Tess)
- Viviane Moore (1960-), série Galeran de Lesneven (1999-), La saga de Tancrède le normand (2006-2010)…
- Evgueni Vodolazkine, les Quatre Vies d’Arseni (2012)
- Alain Facqueur (1962-)[3], Les Aventures d'Aldric le Mérovingien (2008)
- Catherine Jinks (en) (1963-), Pagan's Crusade (1992)
- S. Andrew Swann (1966-), La Louve et la Croix (2009)
- Fabrice Frémy (1966-)[4], Le Mystère de la source (2002)
- Marc Graciano (1966-), Liberté dans la montagne (2013), Une forêt profonde et bleue (2015), Le Sacret (2018), Embrasse l'ours et porte-le dans la montagne (2019), Johanne (2022)
- Mouna Hachim (1967-), Les Manuscrits perdus (2019), Ben Toumert ou les derniers jours des Voilés (2021)
- Trudi Canavan (1969-), La Trilogie du magicien noir (2001-2003), Les Chroniques du magicien noir (2010-2012)

#### 1970
- Nathalie Stalmans (1970-), La Conjuration des fainéants (2008)
- Olivier Gaudefroy (1972-), Lubna, la copiste de Cordoue (2019)[5]
- Justine Niogret (1978-), Chien du heaume (2009)

#### 1980
- Christopher Paolini (1983-), L'Héritage (cycle littéraire) (2004-2012), Légendes d'Alagaësia (2018-)
- Kiersten White (en) (1983-), cycle L'Ascension de Camelot (Camelot Rising Trilogy, 2019-2021)

#### sans dates
- Béatrice Balti, Zeyda, servante de l'Alhambra (2000)[6]
- Laure-Charlotte Feffer (?)[7], Frédégonde Reine (2014)
- Luc Porter (?) et Henri Bontemps (?), Qui a tué Agnès Sorel ? (2010), Le chevalier Arnaud-Guilhem de Barbazan (2014)…